# Гай Кальпурний Пизон (претор)
Гай Кальпу́рний Пизо́н (лат. Gaius Calpurnius Pisō; III век до н. э.) — римский военачальник и политический деятель из плебейского рода Кальпурниев, городской претор в 211 году до н. э. Во время марша Ганнибала на Рим Пизон начальствовал в Капитолии и крепости. В следующем году Пизон находился в Этрурии и Капуе с полномочиями пропретора, продлёнными ещё и на 209 год до н. э.
Пизон может быть одним лицом с Гаем Кальпурнием, который, согласно Ацилию и Клавдию Квадригарию, сражался при Каннах в 216 году до н. э., попал там в плен и был отправлен своими товарищами в Рим в качестве посла.
Сыном Гая Кальпурния Пизона был консул 180 года до н. э. того же имени.